# Ang Panday (film 1980)
Ang Panday è un film del 1980 diretto da Fernando Poe Jr..
Pellicola di fantascienza distribuita nelle sale filippine il 25 dicembre 1980 in occasione del 6º Metro Manila Film Festival.
Basato sull'omonimo personaggio dei fumetti di Carlo J. Caparas, il film ebbe un grandissimo successo a livello nazionale e ottenne un forte impatto culturale. Primo capitolo della saga cinematografica dedicata al fabbro, ha avuto tre seguiti, tutti con protagonista Poe: Pagbabalik ng Panday (1981), Ang Panday: ikatlong yugto (1982) e Ang Panday IV: ika-apat na aklat (1984).
Considerato tra i classici del cinema filippino, sin dalla sua uscita il film ha ispirato numerose altre pellicole e serie televisive.

## Trama
Flavio è un umile fabbro che vive e lavora presso un villaggio oppresso da Lizardo, malvagia entità soprannaturale. I poteri di Lizardo lo rendono pressoché invincibile, tanto che è impossibile sconfiggerlo con armi ordinarie. Una sera, dopo aver visto cadere un meteoroide dal cielo, Flavio decide di forgiare il metallo del frammento in un pugnale, il balaraw, che si rivela subito di impressionante potenza. Quando l'arma è alzata al cielo questa si trasforma in una spada magica capace di colpire ogni cosa. Flavio parte così la ricerca di Lizardo, utilizzando la spada magica per contrastare le potenti creature che si ritrova sul suo tragitto.
Nella parte finale del suo viaggio Flavio si ritrova in un deserto, dove combatte un intero esercito mandato da Lizardo per fronteggiarlo. Superate le creature maligne potrà finalmente affrontare il suo nemico principale in una battaglia.

## Seguiti
Ang Panday ebbe tre seguiti.
- Pagbabalik ng Panday (1981) venne diretto dallo stesso Poe (accreditato come Ronwaldo Reyes).
- Ang Panday: ikatlong yugto (1982) venne diretto dallo stesso Poe (accreditato come Ronwaldo Reyes).
- Ang Panday IV: ika-apat na aklat (1984) venne diretto dallo stesso Poe (accreditato come Ronwaldo Reyes).